# Noud van Lierop
Arnoldus Sebastiaan Antonius Alphonsus (Noud/ Arnold) van Lierop (Steenbergen, 25 september 1897 – Dachau, 27 november 1942 was een Nederlandse priester en verzetsstrijder.
Van Lierop werd tot priester gewijd op 21 mei 1921. Hij was hoofdredacteur van de Katholieke Wereld Pers en hulp-aalmoezenier in het Nederlands leger. Hij werd al voor de oorlog gezocht door de Duitse overheid en opgepakt in mei 1940. Van Lierop schreef artikelen tegen de opkomst en het gevaar van het nazisme.